# Nájif bin Abd al-Azíz
Nájif bin Abd al-Azíz Ál Sa'úd (arabsky نايف بن عبد العزيز آل سعود‎; 1933 nebo 1934 Táíf – 16. června 2012 Ženeva) byl v letech 2011–2012 korunní princ Saúdské Arábie. V období 1975–2012 působil jako ministr vnitra a mezi roky 2009 a 2012 jako místopředseda vlády.

## Mládí
Narodil se v roce 1933 nebo 1934 v Táífu do rodiny saúdskoarabského krále Abd al-Azíze ibn Saúda a jeho ženy Hussy bint Ahmad as-Sudajrí. Jeho plnorodými bratry byli Fahd a Salmán, kteří se stali králi země, a Sultán, který byl od roku 2005 do roku 2011 korunním princem. Byl dvacátým třetím synem Abd al-Azíze ibn Saúda. Vzdělání získal na škole v Rijádu a od ulamů (islámských učenců). Kromě toho se vzdělával v oblasti diplomacie a bezpečnostních záležitostí.

## Politická kariéra

### Počátky
V letech 1952 až 1953 působil jako viceguvernér provincie Rijád. V roce 1953 byl jmenován guvernérem provincie, přičemž v této funkci setrval rok. Mimo jiné působil jako guvernér provincie Medina. V roce 1954 jej král Saúd jmenoval náměstek ministra vnitra a v roce 1970 jej král Fajsal jmenoval náměstek ministra pro vnitřní záležitosti.

### Ministr vnitra
V březnu 1975 jej nový princ Chálid, který nastoupil na trůn po vraždě svého nevlastního bratra Fajsala, jmenoval ministrem vnitra.
V březnu 1980 král Chálid zřídil ústavní výbor o osmi členech, jehož byl princ Nájif předsedou. Cílem výboru bylo vypracování základního zákona, což se však nepodařilo. Od roku 1992, kdy vešel v platnost zákon o provinciích, měl princ Nájif výrazně větší vliv na guvernéry provincií. S podporou prince Turkího, šéfa zpravodajské služby, nařídil v prosinci 1994 zatčení stovky osob podílejících se na terorismu.
V roce 2000 zřídil Generální ředitelství věznic jako samostatné oddělení v rámci ministerstva. V listopadu 2001 vydal všem ženám v Saúdské Arábii průkazy totožnosti. Ženy byly předtím registrovány na jméno svého manžela nebo otce. Po útocích z 11. září byl Spojenými státy americkými kritizován za to, že více než rok po těchto útocích trval na tom, že saúdští únosci byli obětí sionistického spiknutí, a že nepodnikl dostatečné kroky proti extremistům.
V roce 2003 princ Nájif, který měl na starosti zahraniční pracovní sílu, nařídil, že zahraniční pracovníci by v roce 2013 neměli tvořit více než 20 % saúdské populace. Americký senátor Charles Schumer v červenci 2003 lobboval za odvolání prince z funkce ministra vnitra.
Mezi roky 2003 a 2006 hrál klíčovou roli při řešení série útoků al-Káidy na obytné komplexy přestěhovalců a ropné a průmyslové objekty.
Během svého působení v této funkci poslal do vězení stovky osob, kterým nebyl umožněn řádný soudní proces, v důsledku čehož probíhaly mezi roky 2011 a 2012 protesty.

### Korunní princ a první místopředseda vlády
Dne 27. října 2011, pět dní po smrti korunního prince Sultána, jej král Abd Alláh jmenoval korunním princem a prvním místopředsedou vlády. Krátce po svém jmenování slíbil: „Saúdská Arábie nikdy neodstoupí od wahhábistické doktríny, která je zdrojem hrdosti, úspěchu a pokroku království“.
Ve funkci korunního zahájil modernizaci, například „zrušil náboženské autority, které měly námitky proti mísení mužů a žen na veřejných prostranstvích“.

## Názory
Byl považován za jednoho z nejkonzervativnějších, ale také nejpragmatičtějších příslušníků rodiny Saúdů.
V listopadu 2002 prohlásil: „Není možné, aby teroristické útoky z 11. září spáchalo 19 mladíků či Usáma bin Ládin nebo al-Káida. Myslím, že za těmito událostmi stojí sionisté.